# П'єр Кроза
П'єр Кроза́ (фр. Pierre Crozat; 1661—1740) — французький колекціонер творів мистецтва, покровитель художників Антуана Ватто і Розальби Карр'єри, представників стилю рококо.

## Біографія коротко
П'єр Кроза народився в Тулузі і був сином селян. В родині був ще один син — Антуан. Завдяки неабияким здібностям і Фортуні, обидва брати стануть одними з найбагатших людей Франції свого часу. Так, Антуан Кроза володітиме усією річкою Міссісіпі в Америці від Великих озер до океану. Глузливим прізвиськом П'єра було — «Бідний Кроза́», бо його майно було менше за братове.
П'єр мав справи у Франції і в Північній Італії. Він став довіреною особою герцога Орлеанського. Після смерті матері герцога Орлеанського їздив у Турин, аби влаштувати справи щодо спадку і вивезти майно, коштовності і картини, що належали померлій, у Париж.
Перебував він і у Венеції, де купував для себе картини Венеційської школи живопису. Обмеженість знань того часу щодо того, хто з художників до якої школи належить, дала змогу Кроза купувати картини не за належністю до школи, а за мистецькими якостями. Тому в його збірці будуть твори різних художніх шкіл. Розальба Кар'єра, художниця з Венеції, після знайомства з Кроза, отримала запрошення на роботу в Париж. Мимоволі П'єр Кроза сприяв народженню стилю рококо у Франції, бо підтримував і художника Ватто.
Колекція, зібрана П'єром Кроза, мала твори Фландрії XVIi ст., Італії XVI—XVII і початку XVIII століть, художників Нідерландів XVI ст., Іспанії XVII ст., Голландії XVII століття (Рембрандт, Якоб ван Рейсдал, Ян Стен та ін.). Серед картин митців Франції знайшли своє місце і картини Луї Лєнена, що малював селян Франції ще у XVII столітті.
Колекція налічувала 400 картин надзвичайно високого ґатунку. Ця збірка конкурувала з королівським зібранням.
Кроза помер у Парижі на 74 році життя.

## Палац для творів мистецтва
Навіть зараз, коли відомості про значні мистецькі колекції не дивина, колекції П'єра Кроза вражають. Маючи гострий нюх на гроші і високоякісні твори мистецтва, він зібрав надзвичайно цінну і коштовну колекцію. На той час в Парижі зруйнували фортечні мури. У місцині з назвою Рішельє-Дрюо на вивільненій ділянці він і придбав землю, аби побудувати варте для такої колекції приміщення. Палац для багатія з 1704 року будував архітектор Карто́. Шедеври живопису Кроза розмістив в Овальній залі. На третьому поверсі була галерея з освітленням з двох сторін, де розмістили більшу частину живопису. Скульптури прикрашали палац і частково сад бароко, який розпланували поряд з палацом. А ще були численні шафи з малюнками, гравюрами, італійською майолікою і керамікою, котрими мало хто цікавився і які теж збирав талановитий колекціонер.
Саме в цьому палаці мав тимчасовий прихисток нервовий і хворий на туберкульоз Ватто.

## Колекції П'єра Кроза́
Охочий до всього красивого, П'єр Кроза збирав античні і сучасні камеї, інталії, майоліку Італії, яку тоді не збирали освічені знавці, гравюри і малюнки. Тільки перелік імен художників, малюнки яких зібрав Кроза, дивує досі, адже там були твори Рубенса, Бальдассаре Перуцці, Джуліо Романо, Ван Дейка, Тиціана, малюнки якого той розпорядився знищити. Невелика кількість малюнків Тиціана розійшлася пізніше великими музеями світу.
Колекція тільки майстрів живопису Італії мала твори:
- Джорджоне
- Рафаеля Санти
- Тиціана
- Фра Бартоломео
- Паоло Веронезе
- Себастьяно дель Пьомбо
- Гаспаро Ванвітеллі
- Тінторетто
- Гарофало
- Гверчіно
- Доменікіно
- Доменіко Капріола
- Аннібалє Каррачі
- Джованні Бенедетто Кастільйоне
- Карло Маратті
- П'єр Франческо Мола
- Доменіко Фетті …

За високою мистецькою вартістю колекція Кроза дорівнювала лише колекції герцога Філіппа Орлеанського, але той був королівського роду.

## Картини колекції П'єра Кроза

П.П. Рубенс. «Портрет Ізабелли Брант», першої дружини художника.
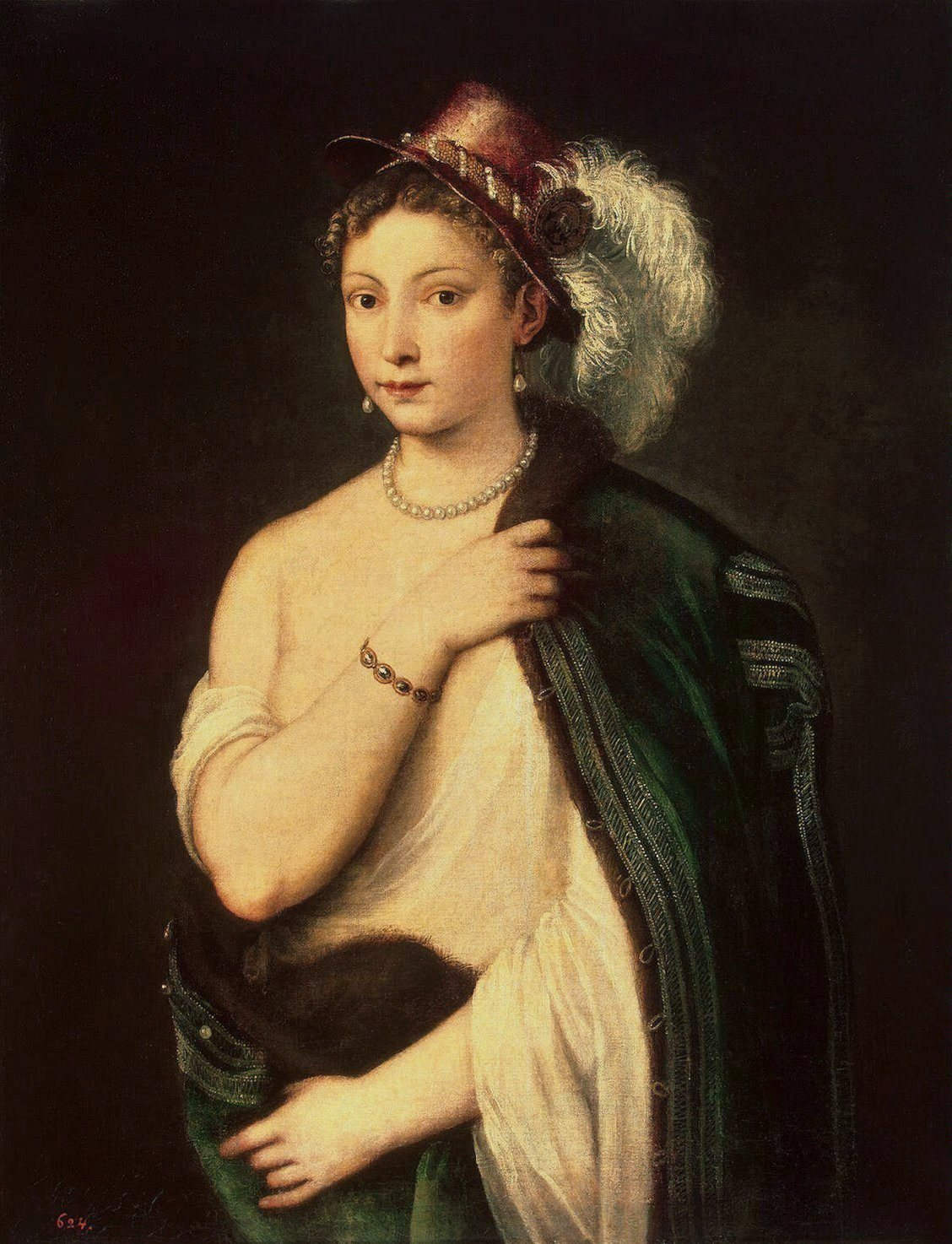
Тиціан. «Пані в шубці»
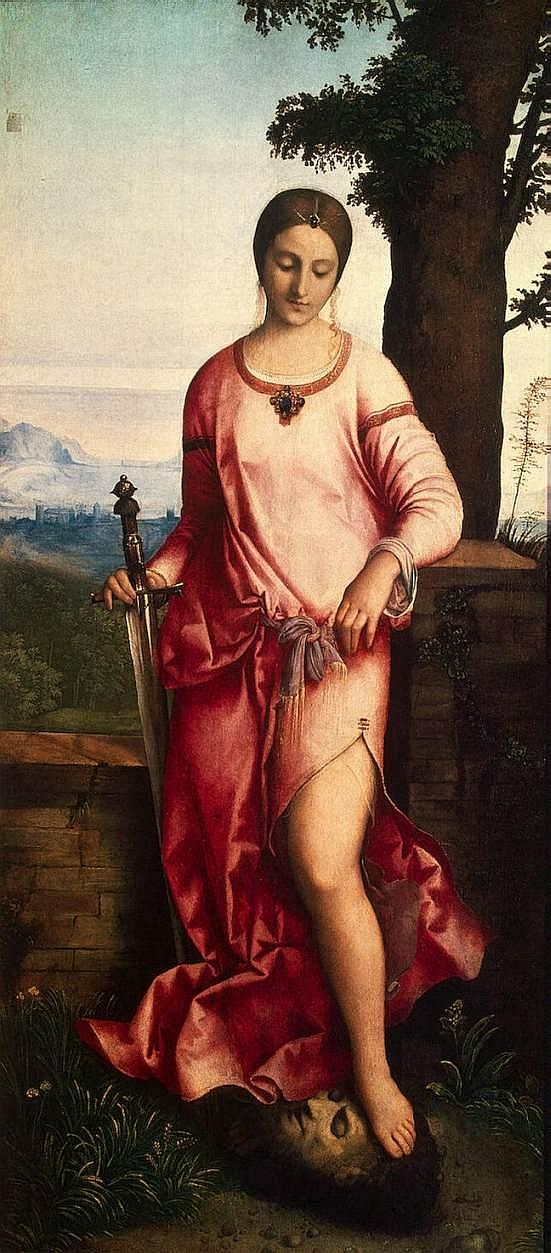
Джорджоне, Юдита
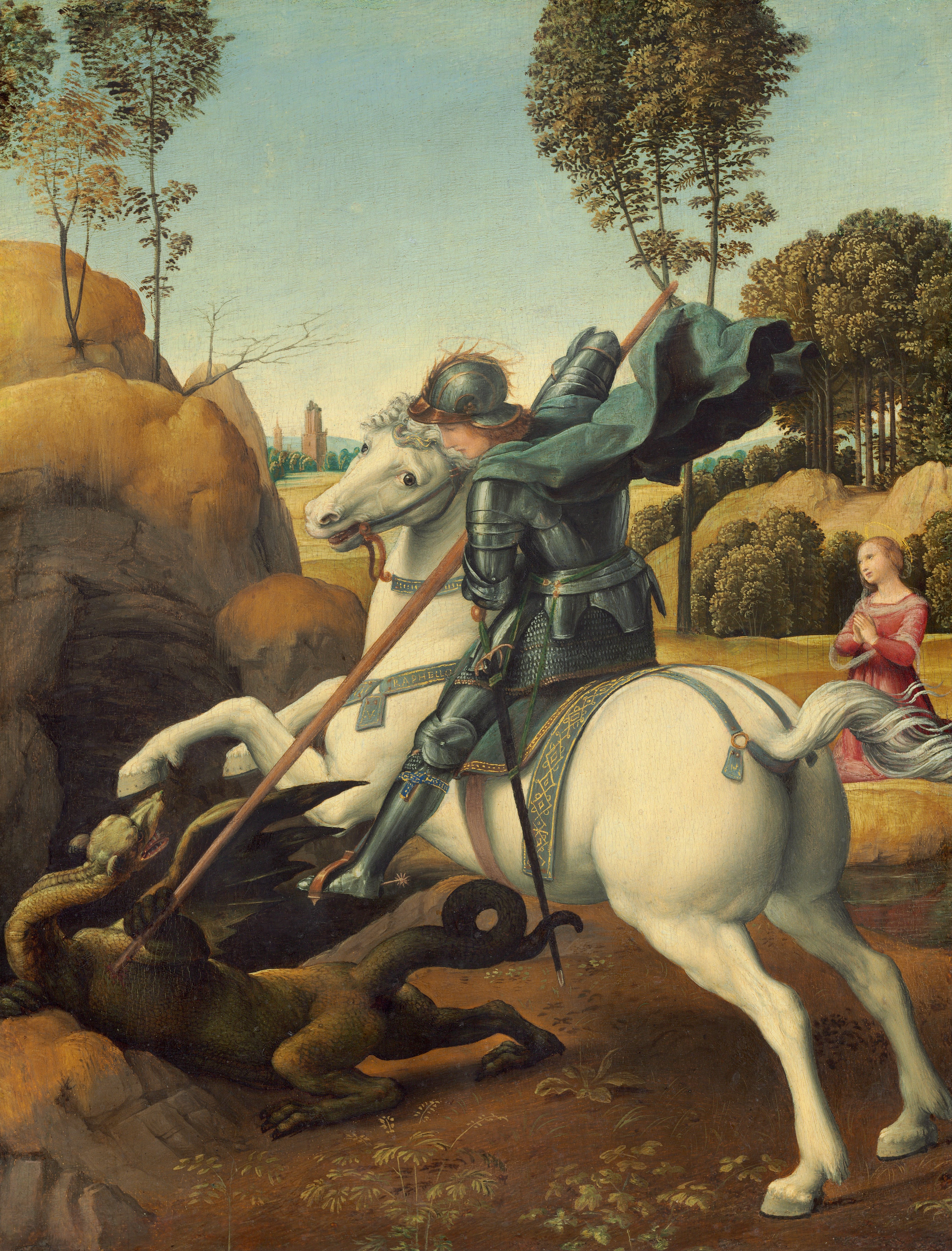
Рафаель Санті. «Святий Георгій»
Доменіко Фетті. «Портрет актора».
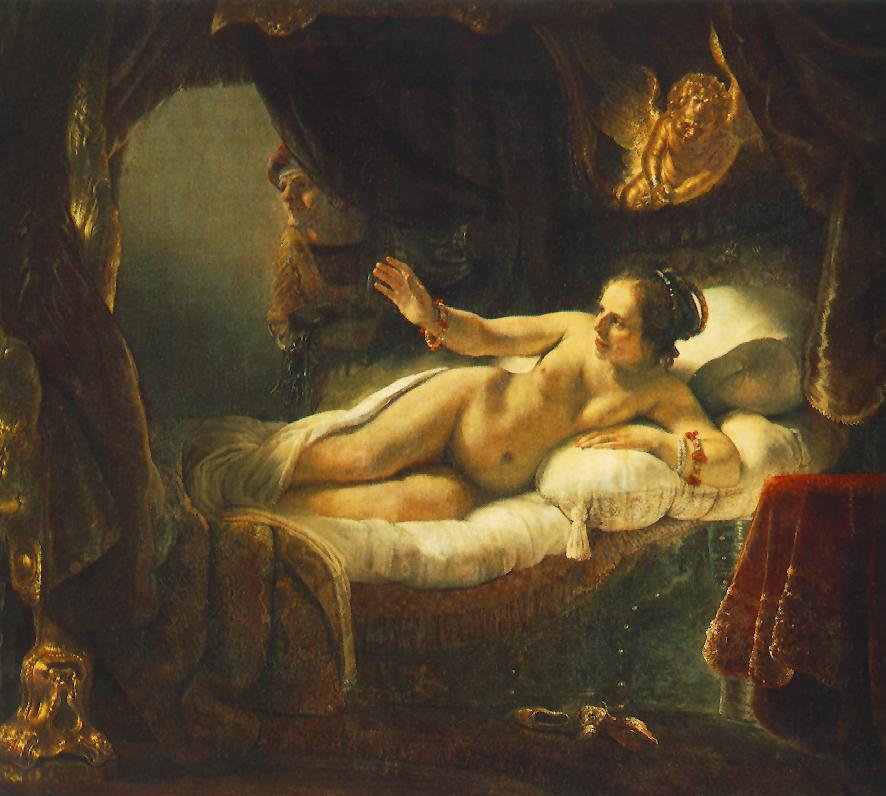
Рембрандт, «Даная».
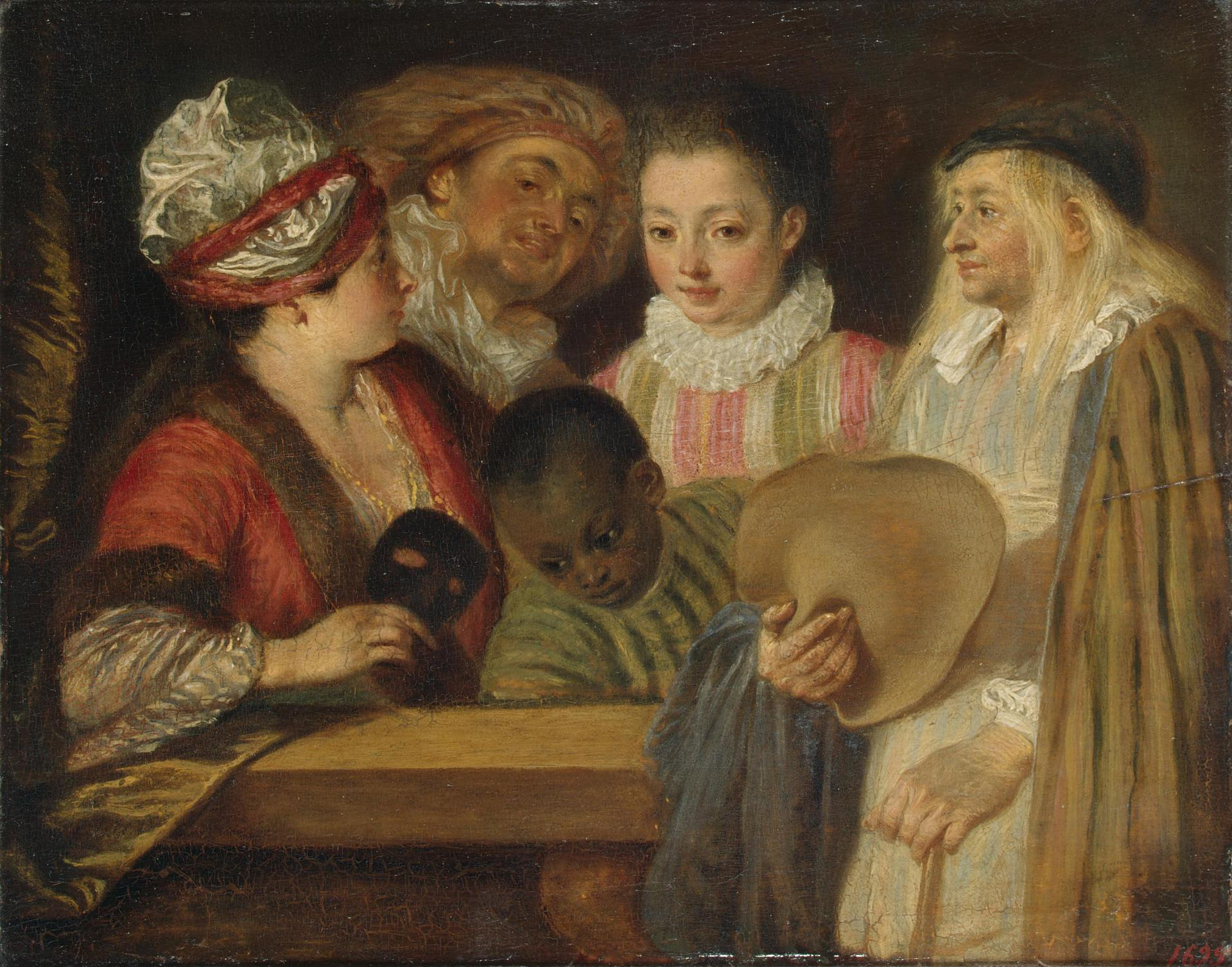
Антуан Ватто. «Актори Французького театру».